# حیدر غیایی
حیدر قلی‌خان غیایی شاملو (۳۰ مهر ۱۳۰۱ تهران – ۱۵ شهریور ۱۳۶۴ آنتیب) معمار ایرانی و استاد دانشکده هنرهای زیبا دانشگاه تهران بود. او از مشاهیر ایل شاملو و خاندان غیابی شاملو، و همچنین یکی از پیشگامان معماری نوین ایران است. حسین امانت و عبدالعزیز فرمانفرمائیان از شاگردان او بوده‌اند.

## زندگی
وی در سال ۱۳۰۱ در تهران و در خاندانی متمول و بانفوذ و با اصالت خان متولد گردید و رشد کرد. دبیرستان را در مدرسه‌ی آلمانی‌ها به پایان رساند و برای تحصیل در رشته‌ی معماری وارد دانشگاه تهران شد. او در سال ۱۹۴۷ میلادی از دانشگاه تهران در رشته معماری فارغ‌التحصیل گردید و در سال ۱۹۵۲ گواهی (DPLG) خود را از مدرسه هنرهای زیبای پاریس (بوزار) دریافت نمود. وی در همان سال، برنده جایزه "Prix de Vienne" گردید. پس از فارغ‌التحصیلی در سال ۱۳۳۱ (۱۹۵۲ م) به تهران بازگشت و دفتر شخصی‌اش را راه‌اندازی کرد. از آن به بعد زندگی حرفه‌ای او آغاز شد و تا زمان مرگش در سال ۱۳۶۴ ادامه پیدا کرد.
ابوالحسن میرعمادی که از شاگردان و همکاران غیایی بوده است، از او به عنوان فردی با اندیشه‌های مدرن و باسواد یاد می‌کند. او می‌گویذ امثال مهندس غیایی و مهندس محسن فروغی (که با یکدیگر شراکت داشته‌اند) انسان‌های بزرگی بودند؛ باسواد بودند و در عین حال به واسطه روابط و سمت‌هایی که از سوی حکومت و دولت داشتند، قدرتمند بودند.
غیایی پس از انقلاب ۱۳۵۷ ایران، ابتدا به فرانسه مهاجرت کرد و چند سال بعد دفتر معماری جدیدش را به همراه فرزندان خود در شهر سانفرانسیسکو برپا نمود. او در ۱۵ شهریور سال ۱۳۶۴ در ویلای خانوادگی خود در آنتیب در جنوب فرانسه درگذشت.

## فعالیت‌های حرفه‌ای
غیایی در سال ۱۳۳۲ دفتر معماری خود را در تهران تأسیس نمود و در خلال این سالها، پروژه‌های عمومی و خصوصی فراوانی را طراحی و اجرا کرد. در این بین عمده شهرت او به طراحی ساختمان مجلس سنا و تعدادی از مشهورترین سینماهای آن روزهای تهران از جمله سینما مولن‌روژ و سینما رادیوسیتی باز می‌گردد.

### غیایی به عنوان معمار و مجری طرح‌های عمرانی
از پروژه‌های اجرا شده و طرح‌های او می‌توان به سینما مولن‌روژ (۱۳۳۵)، ساختمان مجلس سنا با همکاری محسن فروغی (۱۳۳۲-۱۳۳۷)، هتل هیلتون تهران (۱۳۴۱)، ایستگاه قطار تبریز، هتل دوسلدورف (هویزه)، خانه‌ی غیابی، ویلای دریاچه‌ی سوان، هتل رزیدانس (۱۳۴۴)، ساختمان بانک رهنی، سینما درایواین پارس (۱۳۳۹)، بیمارستان ارتش در لویزان، کازینو تهران‌پارس، بیمارستان دانشگاه مشهد، ایستگاه قطار مشهد (۱۳۳۴-۱۳۴۵)، سینما رادیوسیتی (۱۳۳۷)، و طرح کاخ‌های فرح‌آباد اشاره کرد.

او در سال ۱۹۷۴ میلادی به عنوان معمار سلطنتی و مشاور معماری شاه ایران برگزیده شد. وی همچنین به عنوان استاد در دانشگاه تهران به تدریس معماری پرداخت (آتلیه غیایی) و چندین نسل از معماران را آموزش داد.

حیدر غیایی (چپ) به همراه محمدرضا پهلوی

### غیایی به عنوان مشاور معماری دربار
موقعیت ویژه‌ی غیایی که او را در جایگاه «مشاور معماری دربار» قرار داده بود او را به معماری تاثیرگذار تبدیل می‌کرد که هیچ فرصتی را برای پیشبرد تمام‌وکمال پروژه‌هایش از دست نمی‌داد، به طوری‌که امیر اسدالله علم وزیر دربار وقت در مورد پروژه‌ی بیمارستان مشهد اجازه‌ی سپرده شدن کار به آستان قدس رضوی (موقوفه‌ی تحت تولیت او) را نمی‌دهد چرا که «مهندس غیایی که مشاور این کار است فوق‌العاده خام‌طبع است و آستانه را به افلاس می‌کشید». سخنی که ناشی از اهمیت موقعیت غیایی و تلاش او برای به ثمر رسیدن پروژه‌های بزرگ نیز هست. بی‌شک پروژه‌های مهمی که توسط غیایی پیش برده شدند بخش بااهمیتی از جریان معماری دهه‌های سی تا پنجاه را شکل داده‌‌اند.

## مکتب و نگرش معماری

حیدر غیایی در حال کار در آتلیه‌اش

به طور عمومی پروژه‌های غیایی را می‌توان مدرنیستی دانست. سبک بین‌الملل که در قالب سطوح بی‌تزئین سفید رنگ و الگوی هندسی منظم شبکه‌ها نمود پیدا می‌کرد، ویژگی بسیاری از کارهای وی هستند. با این‌حال در تعدادی از کارهایش از جمله ایستگاه راه‌آهن تبریز می‌توان تمایلاتی به بومی‌سازی و اجتناب از تأکید صرف بر سبک بین‌الملل را مشاهده کرد که در استفاده‌ از عناصر تزئینی، هرچند به شکل محدود، و نوعی تندیس‌گرایی نمود پیدا می‌کنند. این تندیس‌گرایی در طرح بنای ایستگاه راه‌آهن مشهد نیز قابل مشاهده است هرچند که اولین حضور آن در کارهای غیائی را می‌توان در دو ستون ساختمان مجلس سنا مشاهده کرد که گویی درهم‌پیچشی هستند از احجام مکعبی شکل با یکدیگر.

## آثار در معرض خطر
- سینما رادیوسیتی: این سینما پس از انقلاب به بنیاد شهید و امور ایثارگران واگذار و سال ۱۳۹۶ ثبت میراثی فرهنگی شده است. در اواخر سال ۱۳۹۵ خبر فروش سینما رسانه‌ای شد و جنجال به پا کرد. به گفته احسان یلوه شهردار وقت ناحیه یک منطقه ۶ در سال ۱۳۹۹، این ساختمان جزء بناهای ناایمن است و باید هرچه زودتر تعیین تکلیف شود. او در مصاحبه‌ای گفته است: «ملک دارای مالک خصوصی است و به همین دلیل شهرداری برای ایمن‌سازی آن نمی‌تواند کاری کند. بنابراین شهرداری منطقه ۶ خواستار تعیین تکلیف ملک است تا هرچه زودتر با ایمن‌سازی آن خطر رفع شود.»[۵]
- اقامتگاه حیدر غیایی:‌ بنای ارزشمند هتلرزیدانس که با دو نام «رویال رزیدانس» و «کارلتون» نیز شناخته می‌شود سال ۱۳۹۴ در فهرست مزایده‌های بنیاد مستضعفان قرار گرفته و به فروش رسید. اقامتگاه رزیدانس محل اسکان معماران پروژه‌هایِ در اختیار غیایی و فروغی بود. از مهمانان ویژه این اقامتگاه می‌توان از «والاتر گروپیوس Walter Gropius » آلمانی و بنیانگذار مکتب «باهاوس»و جمشید مدنی معمار نام برد.[۶]

## گزیده‌ی آثار
- مجلس سنا (با همکاری آندره بلوک و محسن فروغی)[۷] این ساختمان پس از انقلاب ۱۳۵۷ محل مجلس شورای اسلامی بود.
- ایستگاه راه‌آهن مشهد
- ایستگاه راه‌آهن تبریز (با همکاری فرناند پویون)[۸]
- سینما مولن روژ
- سینما رادیو سیتی[۹]
- درایوین سینما تهرانپارس
- هتل استقلال تهران (هیلتون سابق)
- هتل کارلتون تهران
- هتل رویال رزیدانس
- کاخ فرح آباد
- بیمارستان مشهد
- بیمارستان لویزان
- خانه فرهنگ ایران در پاریس
- خوابگاه دانشجویان در فرانسه (با همکاری محسن فروغی، کلود پاران، آندره بلوک و کامران سپهبدی)[۱۰]
- بیش از ۳۰ ویلای شخصی که بیشتر آنها هنوز هم متعلق به خاندان غیابی شاملو هستند.[۱۱]

## نگارخانه

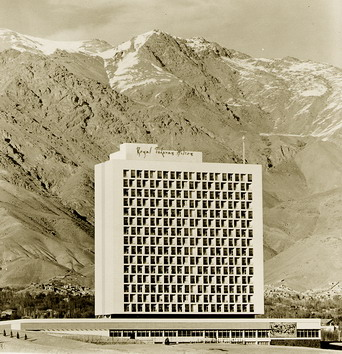
هتل هیلتون تهران
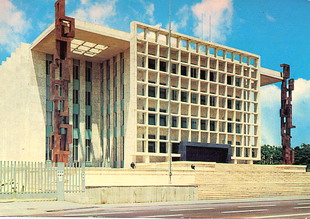
ساختمان مجلس سنا تهران
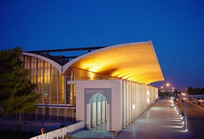
ایستگاه قطار مشهد
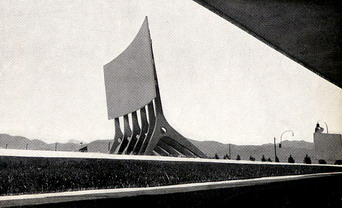
سینمای تهران پارس
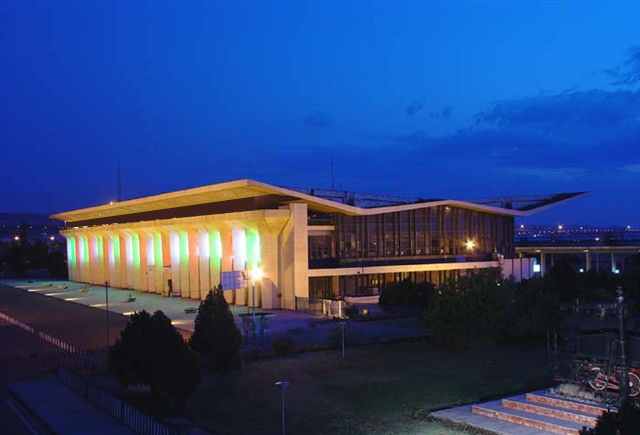
ایستگاه قطار تبریز
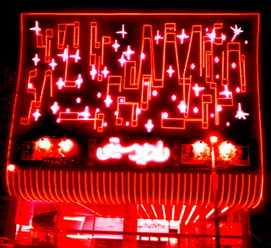
سینما رادیو سیتی تهران
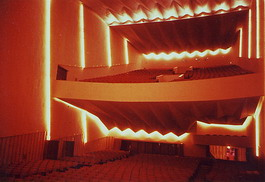
سینما رادیو سیتی تهران